# فرشاد احمدزاده
فرشاد احمدزاده (زادهٔ ۱ مهر ۱۳۷۱) بازیکن فوتبال ایرانی است که در پست هافبک یا وینگر بازی می‌کند. وی اکنون بازیکن آزاد است.

## دوران باشگاهی

### پارسه تهران
او در لیگ آزادگان ۹۰–۹۱ برای پارسه تهران در مجموع ۱۸ بازی ۸ پاس گل داد و ۲ گل به ثمر رساند.

### پرسپولیس تهران
فرشاد احمدزاده به‌عنوان سهمیه زیر ۲۳ سال و با نظر سرمربی وقت این تیم یحیی گل محمدی، توسط باشگاه فوتبال پرسپولیس جذب گردید. وی در دیدار پرسپولیس مقابل ملوان بندرانزلی در قالب رقابت‌های جام حذفی از دقیقه ۹۲ به‌جای محمد نوری به میدان رفت.

### تراکتورسازی تبریز
او در تابستان ۱۳۹۲ با جلب نظر مجید جلالی سرمربی تیم به‌عنوان بازیکن سرباز به تراکتور تبریز پیوست. وی برای نخستین‌بار در سومین هفته رقابت‌های لیگ برتر فوتبال ایران (فصل ۹۲–۹۳)، در ترکیب اصلی تیم تراکتور مقابل ذوب آهن اصفهان به میدان رفت؛ نتیجه پایانی این دیدار ۴ بر ۲ به سود تراکتور بود. احمدزاده نخستین گل خود را در لیگ برتر در ترکیب تراکتور، در هفته هشتم رقابت‌های لیگ سیزدهم و در مقابل صبا قم به ثمر رساند. این گل دقیقه ۱۲ بازی از داخل محوطه جریمه به ثمر رسید. این بازی با نتیجه ۳ بر ۱ به سود تراکتور پایان یافت.

### بازگشت به پرسپولیس تهران

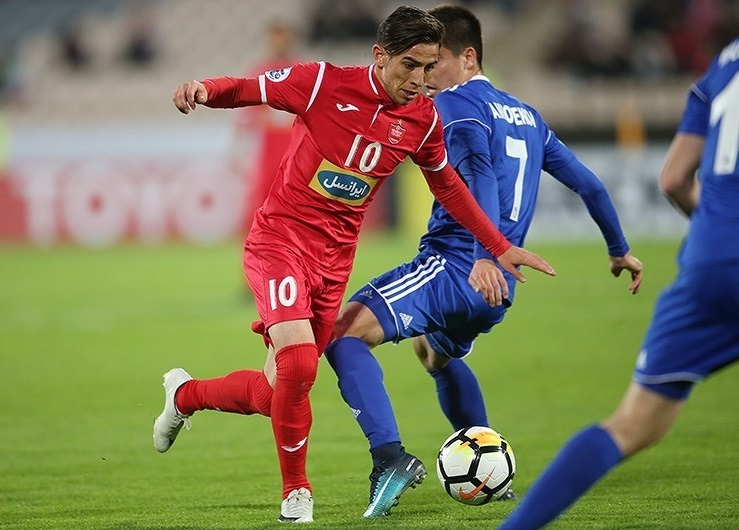
فرشاد احمدزاده در حال بازی برای پرسپولیس در لیگ قهرمانان آسیا ۲۰۱۸

احمدزاده پس از گذراندن خدمت سربازی در تیم تراکتور تبریز مجدداً در سال ۱۳۹۴ به باشگاه فوتبال پرسپولیس بازگشت. او در بیشتر بازی‌هایی که برانکو سرمربی پرسپولیس بوده است، در ترکیب ثابت قرار گرفت.
پس از بازگشت به پرسپولیس تعداد هواداران احمدزاده در شبکه‌های اجتماعی به سرعت افزایش یافت؛ اکنون او در اینستاگرام بیش از یک میلیون دنبال‌کننده دارد. دو قهرمانی لیگ و یک قهرمانی سوپر جام، قهرمانی‌های او با پرسپولیس هستند.

### شلاسک وروتسواف لهستان
فرشاد احمدزاده که دوران موفقی در پرسپولیس داشت، در ۱۳ تیر ۱۳۹۷ با عقد قراردادی یک‌ساله به تیم فوتبال شلاسک وروتسواف لهستان پیوست و پس از سپری کردن یک فصل از این باشگاه جدا شد.

### پرسپولیس تهران
فرشاد احمدزاده پس از یک فصل حضور در شلاسک وروتسواف، در دوم تیرماه ۱۳۹۸، به تیم سابق خود پرسپولیس پیوست و در ابتدا با اعتراض برخی هواداران پرسپولیس همراه بود.
وی در مدتی که در باشگاه پرسپولیس بود نتوانسته بود که انتظارات هواداران و سرمربی وقت پرسپولیس (کالدرون) را در مدت نیم فصل راضی کند و ناچار به ترک پرسپولیس شد.

### فولاد خوزستان
فرشاد احمدزاده در نیمه فصل دوم لیگ برتر فوتبال ایران ۹۹–۱۳۹۸ به تیم فولاد خوزستان پیوست.
وی تا پایان لیگ بیستم با چهل و یک بازی و شش گل این تیم را همراهی کرده است.

### سپاهان اصفهان
در ۲ شهریور ۱۴۰۰ و پیش از آغاز لیگ بیست و یکم این بازیکن با قراردادی سه ساله به تیم سپاهان اصفهان پیوست.

## دوران ملی
او در ۳ شهریور ۱۴۰۰ از طرف دراگان اسکوچیچ به تیم ملی فوتبال ایران دعوت شد.

## افتخارات

#### پرسپولیس
- لیگ برتر
  - قهرمان (۳): ۱۳۹۶–۱۳۹۵، ۱۳۹۷–۱۳۹۶، ۱۳۹۹–۱۳۹۸[۱۴]
  - نایب‌قهرمان (۱): ۱۳۹۵–۱۳۹۴
- جام حذفی
  - نایب‌قهرمان (۱): ۱۳۹۲–۱۳۹۱
- سوپر جام
  - قهرمان (۱): ۱۳۹۶

#### تراکتور
- لیگ برتر
  - نایب‌قهرمان (۱): ۱۳۹۳–۱۳۹۲
- جام حذفی
  - قهرمان (۱): ۱۳۹۳–۱۳۹۲

#### فولاد
- جام حذفی
  - قهرمان (۱): ۱۴۰۰−۱۳۹۹

#### سپاهان
- لیگ برتر
  - نایب‌قهرمان (۱): ۱۴۰۲–۱۴۰۱
- جام حذفی
  - قهرمان (۱): ۰۳−۱۴۰۲

#### دیگر
- قهرمان جام شهدا